# Kneipp-Mausoleum
Das Kneipp-Mausoleum in der Stadt Bad Wörishofen, im Landkreis Unterallgäu (Bayern), erhebt sich über dem Grab des 1897 verstorbenen Sebastian Kneipp. Das Mausoleum inmitten des Friedhofes wurde anlässlich seines 40. Todestages im Jahr 1937 errichtet. Der Entwurf für das denkmalgeschützte Bauwerk stammt von David Eberle aus Bad Wörishofen. Hinter dem Mausoleum erhebt sich ein von Alfred Baumgarten gestiftetes großes Kruzifix.

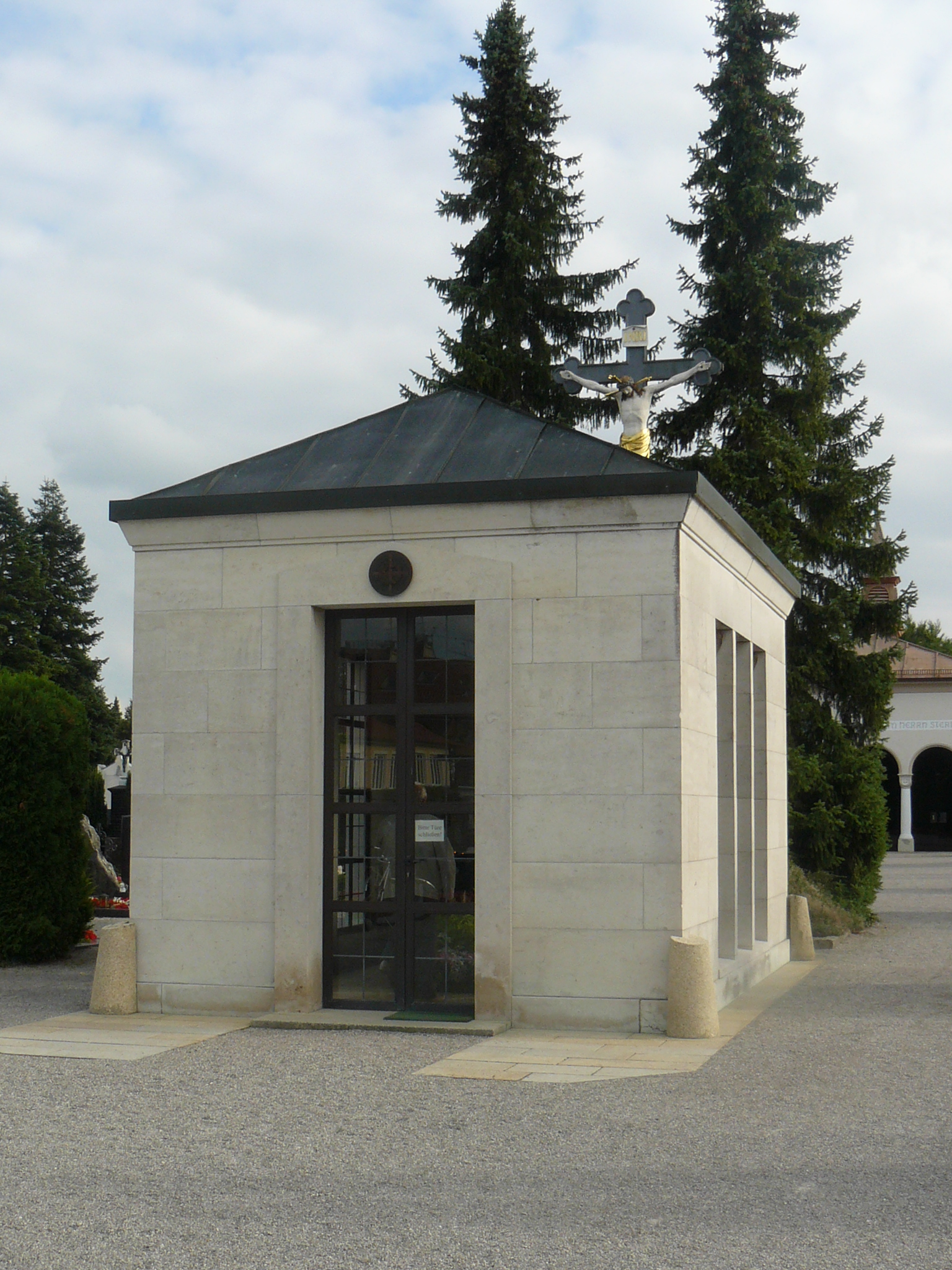
Mausoleum Sebastian Kneipp, Bad Wörishofen

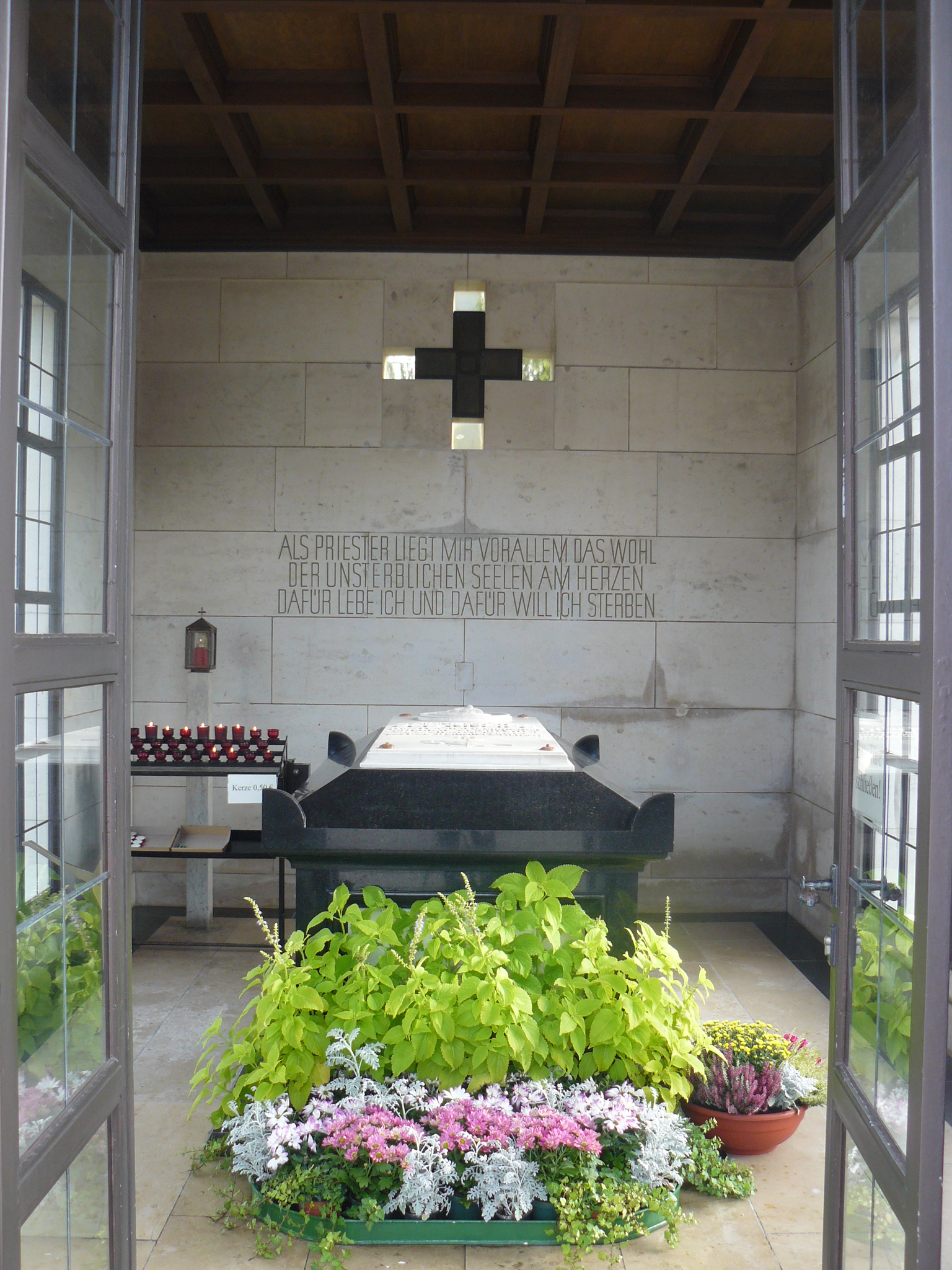
Innenansicht mit Sarkophag

Im Inneren ist der aus schwarzem Marmor gefertigte Sarkophag von Kneipp aufgestellt. An den Seiten des Sarkophages sind Weißmarmorreliefs mit Allegorien der Kardinaltugenden angebracht. Die Deckplatte aus Weißmarmor enthält eine Inschrift und ein Tondo mit der Reliefbüste Sebastian Kneipps.